# ペルーサッカー連盟
ペルーサッカー連盟（ペルーサッカーれんめい、スペイン語: Federación Peruana de Fútbol）は、ペルーにおけるサッカーを統括する競技運営団体。略称はFPF。国際サッカー連盟（FIFA）と南米サッカー連盟（CONMEBOL）に加盟している。
国内サッカーリーグであるプリメーラ・ディビシオンの運営を行い、サッカーペルー代表などを組織する。本部は、首都のリマにあるヴィラ・デポルティバ・ナシオナルに置かれている。